# Agraylea heterocera
Agraylea heterocera är en nattsländeart som beskrevs av Navás 1917. Agraylea heterocera ingår i släktet Agraylea och familjen smånattsländor. Inga underarter finns listade i Catalogue of Life.